# フィンランド湖水地方

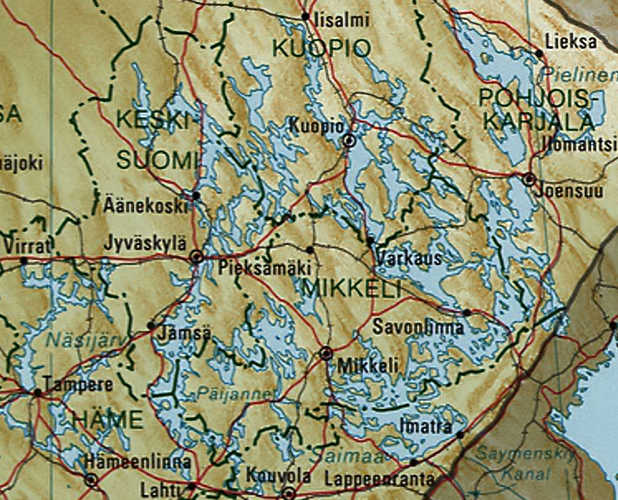
フィンランド湖水地方の地図

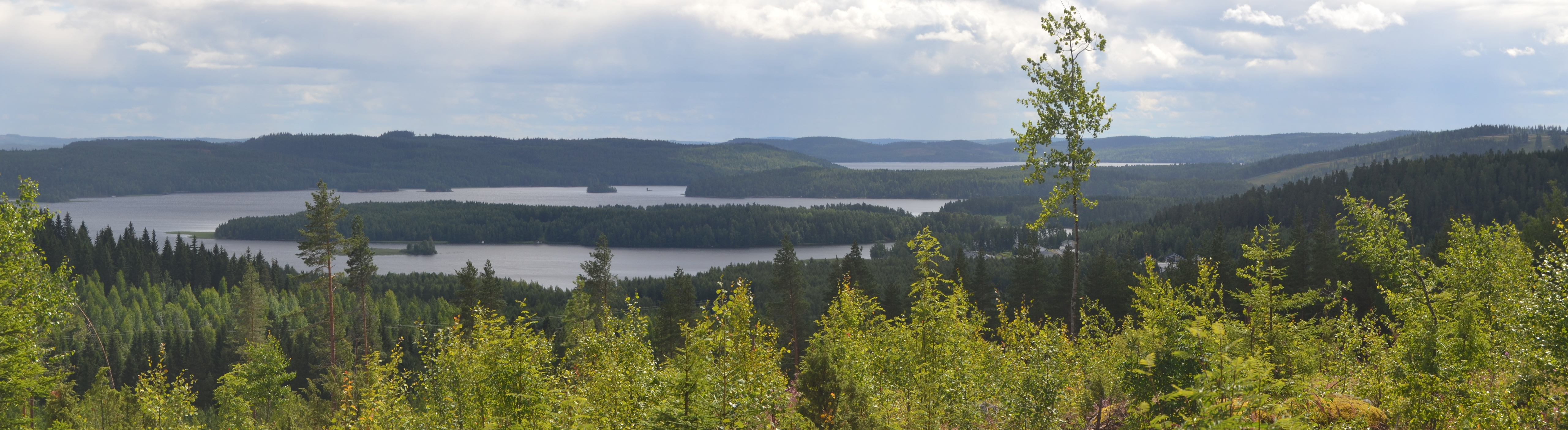
パーシヴオリ（中央スオミ県）から望むパイエンネ湖

フィンランド湖水地方（フィンランド語: Järvi-Suomi、スウェーデン語: Insjöfinland、英語: Finnish Lakeland、Finnish lake district）は、フィンランドの地理を4つのランドスケープに分割した際、最も大きなランドスケープである。
丘陵地で、森林に覆われた湖沼台地は、氷堆丘と曲がりくねったエスカーに占められている。これら両方共が、約1万年前の氷河融解の際に刻まれた大陸氷河の跡である。
この湖水地域の湖の流域は、基盤岩における節理の風化と浸食の作用によって形作られた。地盤沈下を発生させた浸食は、第四紀氷河時代前から同時代期間中に発生した。割れ目に沿った浸食は、湖間で直線の入り江を形作った。

## 境界
この地方は、フィンランドの中央から東部のほとんどを占めており、南端はサルパウッセルカの分水嶺である。この分水嶺は、モレーンの末端にあたり、森林に囲まれた丘の多い田園地帯に区切られた数千もの湖を留めることになった。
湖水地方は、西から北西にかけてフィンランドの沿岸地方に、北側でフィンランドの高地地方につながっている。
フィンランドの湖水地方は、東側に続き、ロシア（カレリア地峡やカレリア共和国）へと続いている。

## 湖

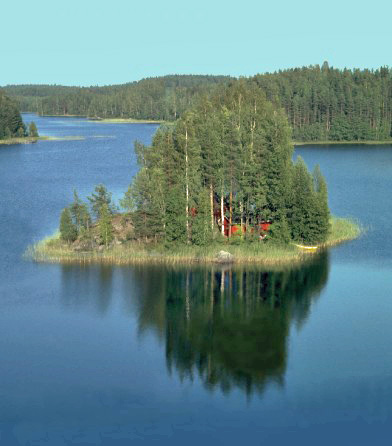
湖上の島に建てられた別荘（モッキ（mökki））

湖は、この地方の25%を占めている。この地域の多くは、森林に覆われ、人口密度も低い。この地方の大きな街は、ラッペーンランタ、イマトラ、ユヴァスキュラ、ミッケリ、ピエクサマキ、ヴァルカウス、ヨエンスー、サヴォンリンナ、クオピオが挙げられる。古来より、湖は主な交通路として利用され、発展した街は湖畔に位置しており、しばしば地峡、半島にも位置している。ヴァルカウス、サヴォンリンナ、クオピオがその例である。湖は、しばしば非常に入り組んだ湖岸線を持ち、幅の狭い水路によって繋がった複数の近傍開放水域（セルカ（フィンランド語: selkä））から構成されている。このため、湖岸と後背地に沿って、広大な範囲を接続している。
湖を構成するものの明確な定義や、湖の数を数えるための手続が存在しないため、この地域に存在する湖の数を正確に知ることは不可能だった。しかしながら、200mを超える幅を持つ湖が、少なくとも55,000以上存在する。何が湖であるかという定義は、未だに活発な議論が交わされており、特にガレス・アロット（Gareth Allott）によって為されている。
仮に、湖を表面積500m2以上の静水域であると定義すると、フィンランドには187,888の湖が存在する。この地方には、平均して100km2に40の湖が存在する。湖の密度は、イナリ湖以北でより高密度となり、この地域では100km2当たり1000を超える湖が存在する。そのため、この地域の事をランピ＝スオミ（フィンランド語: Lampi-Suomi、フィンランド池沼地方）とも呼ばれる。

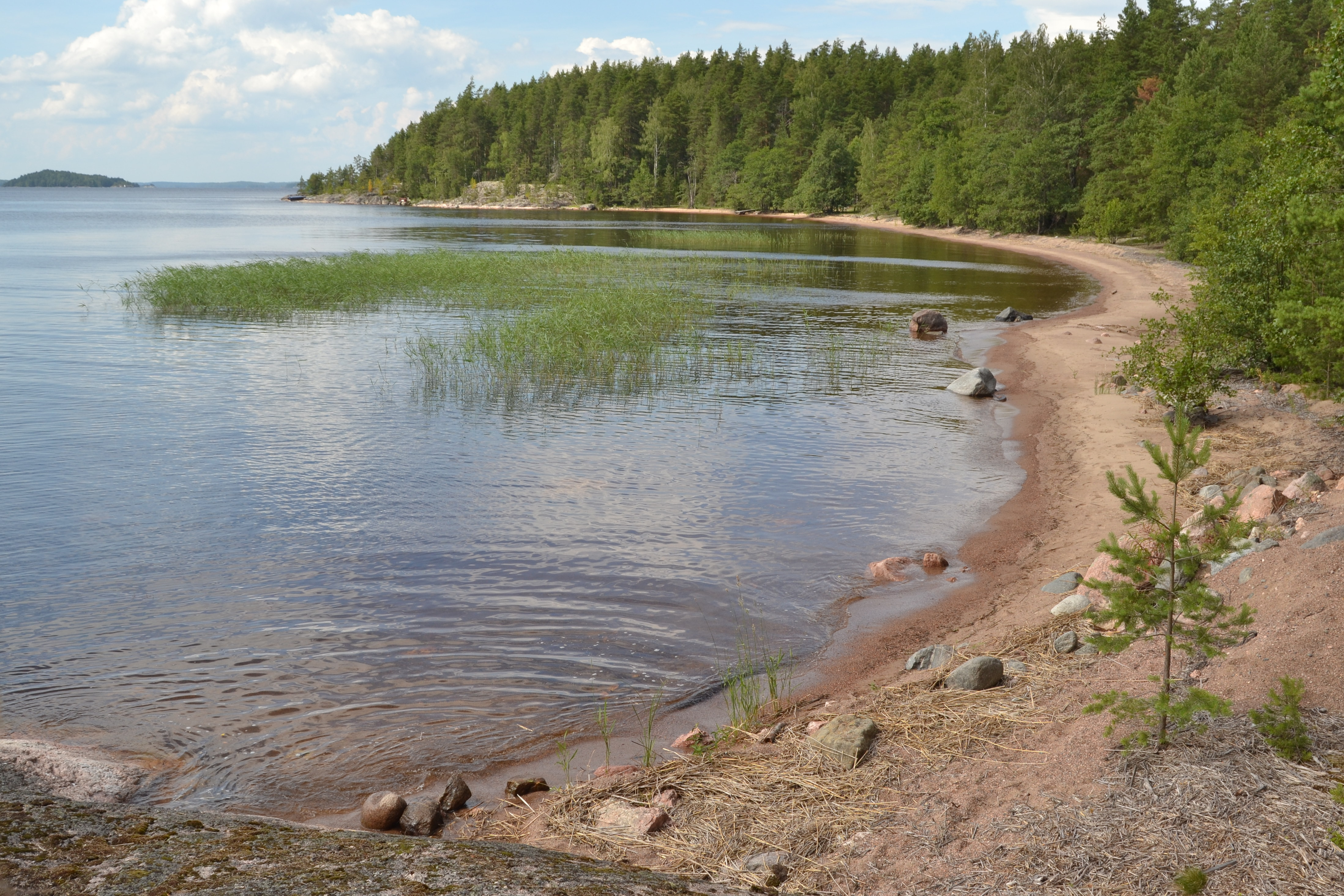
サイマー湖湖中のヒエタサーリ島

最大の湖は、サイマー湖であり表面積は4,400km2を超え、ヨーロッパ第4位の面積を持つ湖である。サイマー湖自体には、5,484の島があり、更に広範囲の大サイマー湖（フィンランド語: Suur-Saimaa）と呼ばれる範囲では、13,710を超える島々が存在する。最も深い湖は、パイエンネ湖であり、その最深部は95.3mになる。フィンランドの湖の多くが浅いことから、フィンランドの多数存在する湖には、年間降水量よりわずかに多い程度の水しか蓄えられていない。
サイマー運河は、サイマー湖とバルト海・フィンランド湾内にあるヴィボルグ湾とを繋いでいる。この他にバルト海と接続されている箇所として、ヴオクシ川がある。この川は、サルパウッセルカを迂回し、ラドガ湖へと流入し、ラドガ湖水がネヴァ川から流出してフィンランド湾まで接続されている。
パイエンネ湖は、フィンランドで2番目に大きな湖である。この湖の湖水はキュミ川から流出してフィンランド湾に注いでおり、ヘルシンキ首都圏の飲料水として利用されている。